# Hawker 800
De Hawker 800 is een Brits/Amerikaanse tweemotorige laagdekker zakenjet, gebouwd door Hawker-Beechcraft. Het toestel is ontwikkeld uit de British Aerospace BAe 125. De eerste vlucht vond plaats op 26 juni 1983. In 1994 gingen de rechten op de Bae 125 en zijn opvolger, de BAe 125-800, over op de Amerikaanse vliegtuigbouwer Hawker-Beechcraft. Er zijn in totaal 650 exemplaren gebouwd (inclusief de toestellen van British Aerospace). Door financiële problemen bij Beechcraft werd de productie in 2013 gestaakt. Onderdelen voor de toestellen worden nog steeds geproduceerd.

## Varianten

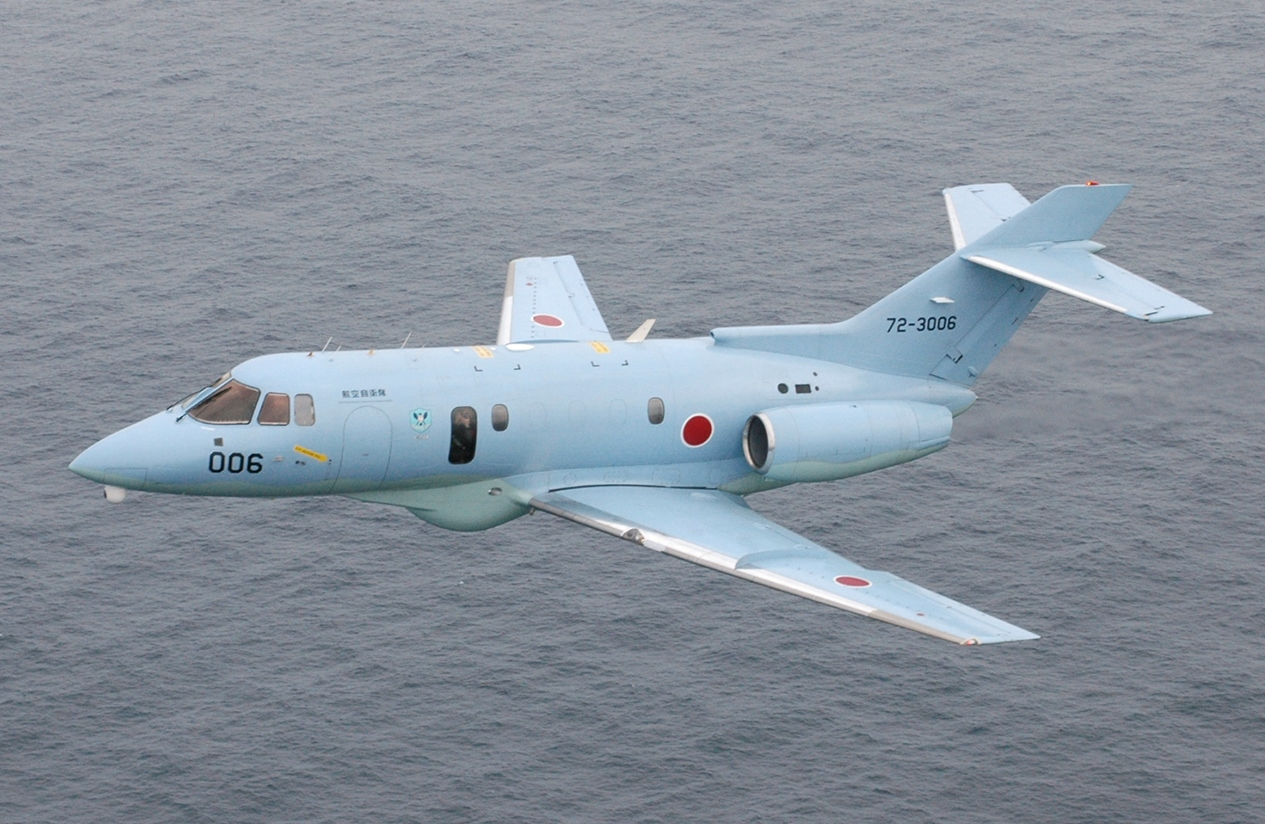
U-125A van de Japanse Luchtmacht

Hawker 750
Goedkopere variant met een kleiner vliegbereik.
Hawker 800XP
Versie geschikt voor 9 passagiers.
Hawker 850XP
Idem als 800XP, maar met winglets, verbeterde avionics en een nieuw interieur.
Hawker 900XP
Uitgerust met 2 X Honeywell TFE731-50BR turbofans.
U-125A
Militaire versie in gebruik bij de Japanse Luchtmacht.
RC-800S
Militaire versie in gebruik bij het Koreaanse leger.
C-29
Hawker 800 aanduiding van het Amerikaanse leger.

## Vergelijkbare vliegtuigen
- Dassault Falcon 20
- Cessna Citation Sovereign
- Learjet 60